# Ágrip af sögu Danakonunga
Ágrip af sögu Danakonunga es una saga nórdica que trata sobre la genealogía de los reyes de Dinamarca y algunos breves detalles sobre hechos históricos de importancia, a veces con países vecinos involucrados, sobre todo Noruega. Probablemente escrita por Sturla Þórðarson. La fuente principal de información procede de la saga Knýtlinga y varios anales daneses. El estilo sugiere que la obra fue escrita en Islandia, de hecho hay historiadores que apuestan por Sturla Þórðarson como autor. Fue escrita entre 1261 y 1267 para la reina consorte del rey Magnus IV de Noruega, Cristina, hija de Canuto Lavard.